# USS Bataan (LHD-5)
Pour les autres navires du même nom, voir USS Bataan.
Le USS Bataan (LHD-5) est un Landing Helicopter Dock de classe Wasp de l'US Navy, construit par le chantier naval Ingalls de Pascagoula, dans le Mississippi. 
C'est le deuxième navire américain à porter ce nom — après le porte-avions léger de classe Independence USS Bataan (CVL-29) —, en mémoire de la bataille de Bataan ayant opposé les États-Unis à l'empire du Japon pendant la Seconde Guerre mondiale.